# 天覧歌舞伎
天覧歌舞伎（てんらんかぶき）とは明治20年（1887年）4月26日から29日にかけて井上馨邸で挙行された、明治天皇、昭憲皇太后、英照皇太后臨席の下での歌舞伎公演をいう。

## 背景
明治維新以後の日本にとって、条約改正は悲願ともいうべき課題であった。折しも外務卿井上馨による鹿鳴館時代に当たり、政府は、極端な欧化政策を進める一方、歌舞伎を西洋のオペラに対抗できる舞台芸術として注目する。その歌舞伎界では、九代目市川團十郎が活歴物を演じて高尚化を進めるなどの改革が行われていた。すでに明治9年（1876年）に能楽が、明治19年（1886年）に相撲が、それぞれ天覧の栄誉を受けたことから、歌舞伎関係者も天皇の観劇を熱望し、末松謙澄、福地桜痴ら文化人を介して政府関係者とつながりを強めていった。また末松らが主催した演劇改良運動も、天覧劇実現への追い風となった。
まず、天覧相撲の直後に井上、大隈重信、伊藤博文らが寺島宗則の邸宅での上演を企画していたが、宮内省側の反対にあい一旦中止となる。その後も政府側と團十郎ら関係者の間で、井上によるドイツの親王の新富座観劇招待や團十郎への天覧劇の内示が下げ渡されるなど、実現に向けての準備が進められた。
明治20年（1887年）1月、鳥居坂の井上邸での外国人の演劇鑑賞会に招待された、團十郎、五代目尾上菊五郎、初代市川左團次らが天覧劇を強く井上に要請。意を受けた井上は伊藤博文と相談のうえ実現に向けて動き出した。

## 天覧劇の実現
反対意見を考慮して秘密裏に事は進み、井上邸に奈良東大寺の茶室八窓庵が移築され、その披露目に天皇を招待し、余興として歌舞伎を上演することに決した。井上邸では、新たに12畳の座敷に８畳２間、６畳の日本間から成る新館を増築した。4月2日、井上から團十郎に打診があり、團十郎は菊五郎、左團次、当時の有力興行師である十二代目守田勘彌らと協議して、末松を舞台監督とし、あと、各演目や出演者を決めた。
23日に会場に大道具を搬入。24日には新富座で総ざらえ（リハーサル）が行われた。「いよいよ明日は天覧となったその前の日から、もう飯も咽喉へは通らない。夜は寝られない。」と流石の團十郎もかなりのプレッシャーを感じていたと後年証言している。
26日午後2時10分、明治天皇のもとで『勧進帳』・『高時天狗舞』・『操三番叟』・『漁師の月見』・『元禄踊』、アンコールに『山姥』と『夜討曽我狩場曙』が上演された。最初の出し物『勧進帳』は團十郎の弁慶に、左團次の富樫、四代目中村福助（のち五代目中村歌右衛門）の義経であったが、團十郎の証言では、「……（天皇が）君が代の奏楽につれて設けの玉座に出御あそばした。奏楽の止むを合図に緞帳を巻き上げる。面張に出たのが高橋（左團次）の富樫だ。……いつもの左團次とまるで台詞の調子が違っていたから、揚幕から覗いてみると左團次がうつむいてブルブルふるえていました。」とあり、福助も全身が震え、頭が上げられず、團十郎自身も勧進帳を読むときは「実に苦しかった。」と証言するなど、関係者は極度の緊張状態に置かれていた。
その後は、演者たちも慣れ、特に菊五郎が人形振りで演じた「操三番叟」では、あまりの巧さに天皇は本当に糸がついているのかと終始天井を見上げていた。午後6時に休憩。天皇は会食時に「近頃珍しきものを見たり。能よりかは分りやすく、特に高時の舞は面白し。」との感想を述べられ團十郎たちを喜ばせた。午後8時からのアンコールを鑑賞後、午後9時半に終了。午後10時10分、天皇は還御。政府首脳主催の立食の晩餐に招待された関係者たちは、伊藤博文からねぎらいの言葉をかけられたのち帰宅した。團十郎は帰宅後「初めて飯がうまく食べられた。」とその心境を述べている。
翌27日は皇后臨席で『寺子屋』『伊勢三郎』『土蜘』『徳政の花見』『道行初音旅』『元禄踊』、28日は政府高官主催で外国公使を招いて『寺子屋』『伊勢三郎』『徳政の花見』『高時天狗舞』『元禄踊』、29日は皇太后主催で『勧進帳』『靭猿』『仮名手本忠臣蔵から三段目（喧嘩場）・道行・四段目』『静御前吉野落』『六歌仙』という内容であった。

## その後の影響
それまで低い評価に甘んじていた歌舞伎は、天皇の上覧を賜ったことで地位が格段と向上した。團十郎はその感激を「編笠を被らねば外へ出られなかった俳優が、主上のわたらせられる前で芝居をしたのは、偏に聖代の余徳であろうと思います。」と述べている。かくして歌舞伎は政府関係者の庇護を受け、明治期の変革期を生き延び日本を代表する古典芸能として、團十郎、菊五郎の死後も発展を続けていくことになる。

## 挿話
- 天皇の御前という制約から、できるだけ品位を高くという末松らの意見をうけ、義太夫、黒子、鳴物は一切排除され、おおよそ本来の歌舞伎らしからぬ演出であった。天皇自身も拍手する習慣がなかったので、全般に静かな雰囲気で演じられた。
- 二日目の「寺子屋」では、松王丸が主君のためにわが子を犠牲にする愁嘆場を見て皇后や女官たちが涙を流した。不敬と恐れた末松が舞台裏から團十郎に注意を即したが、却って演技上のことと誤解してますます熱心に演じたので観客の涙はとどまることがなかった。
- 末松は演出のみならず、脚本にも手を加え、義太夫の文言はおろか助詞、助動詞までも削減改作された。あまりに行き過ぎであると憤った福地は主催する「東京日日新聞」で末松を攻撃し、やがて演劇改良運動に大きな影を落とすことになる。
- はじめは團十郎一門だけで行う予定だったが、規模が大きくなってしまったのと、「役者はそれぞれ異なる長所がある。それをまとめた方がもっとよいものができる。」との勘弥の意見があり、菊五郎、左團次ら他門にも声をかける事となった。
- 出演は團菊左、福助のほか、四代目中村芝翫、四代目尾上松助、二代目坂東秀調、五代目市川小團次ら当時の幹部俳優が加わったほか、七代目松本幸四郎や十五代目市村羽左衛門も出演した（幸四郎は市川金太郎、羽左衛門は二代目坂東家橘であった）。さらに、はじめは河竹黙阿弥が狂言作者として挙げられていたが、黙阿弥は引退したとの理由で辞退し、勘弥が実質上のプロデューサーとなり、当日はモーニング姿で玉座の傍に控えた。
- 天覧歌舞伎にもっとも力を入れたのは團十郎であった。『勧進帳』の上演に際しては、監督の末松に、舞台のサイズが狭すぎると注文を付け、弁慶の飛び六法の引っ込みには花道は欠かせないと主張して、斜めのそれを設けたり（実際は六法を一つ踏むだけで揚幕に入るほどの短さであった）と、細かな点にこだわった。すべての公演が終わると彼の体重は一貫五百匁（約5.6kg）も減っていた。